# 이츠하크 예디드
이츠하크 예디드(Yitzhak Yedid, 히브리어: יצחק ידיד, 1971년 9월 29일 ~ )는 현대 클래식 음악을 전문으로 하는 유명한 이스라엘-호주 작곡가이자 뛰어난 즉흥 연주자이다. 그는 수많은 상을 수상하며 오늘날 국제 음악계에서 가장 독창적이고 유명한 작곡가 중 한 명으로 입지를 굳혔다.

## 전기
이츠하크 예디드는 예루살렘에서 시리아와 이라크계 유대인 가정에서 태어났다. 그의 초기 음악적 형성 경험에는 지역 회당에서 예배에 참석하여 시리아 스타일의 바카쇼트(Baqashot)의 소리와 리듬을 흡수한 것이 포함되었다.
젊었을 때 Yitzhak은 Mizrahi(유대-아랍어) 전통의 음악적 유산을 탐구하면서 전통 Maqamat 기반 노래의 뉘앙스를 탐구했다. 동시에 그의 어머니는 폭넓은 음악 교육을 강조하면서 그에게 서양 클래식 음악을 소개하고 서양 악기를 배우도록 격려했다. 7살 때 Yitzhak은 개인 강사로부터 피아노 레슨을 시작했다. 십대 시절이 되면서 그의 음악적 관심은 재즈 피아노로 발전했다. 20세가 되자 그는 자신만의 신음악 앙상블과 함께 연주를 통해 자신의 독창적인 작곡을 선보이는 데 앞장섰다.
예디드는 루빈 음악원(Rubin Academy of Music)과 보스톤의 뉴잉글랜드 음악원(New England Conservatory)에서 1997년과 1998년에 Ran Blake와 Paul Bley의 지도 하에 공부하면서 음악 교육을 받았다. 현재 호주에 거주하며 박사 학위를 취득했다. 2012년 멜버른 모나쉬 대학교에서 박사학위를 취득했다. 그의 박사학위는 "아랍 음악과 아랍 영향을 받은 유대인 음악의 요소를 현대 서양 고전 음악에 통합하는 방법"이라는 책을 출판하면서 정점에 이르렀다.
학제 간, 문화 간 협력은 Yitzhak Yedid의 예술적 실천의 핵심을 형성한다. 그의 작품은 중동 문화, 고대 의식, 고전 및 전례 아랍어 음악의 미학, 비서구 음악 공연 관행에 대한 깊은 매력을 반영한다.

## 직업

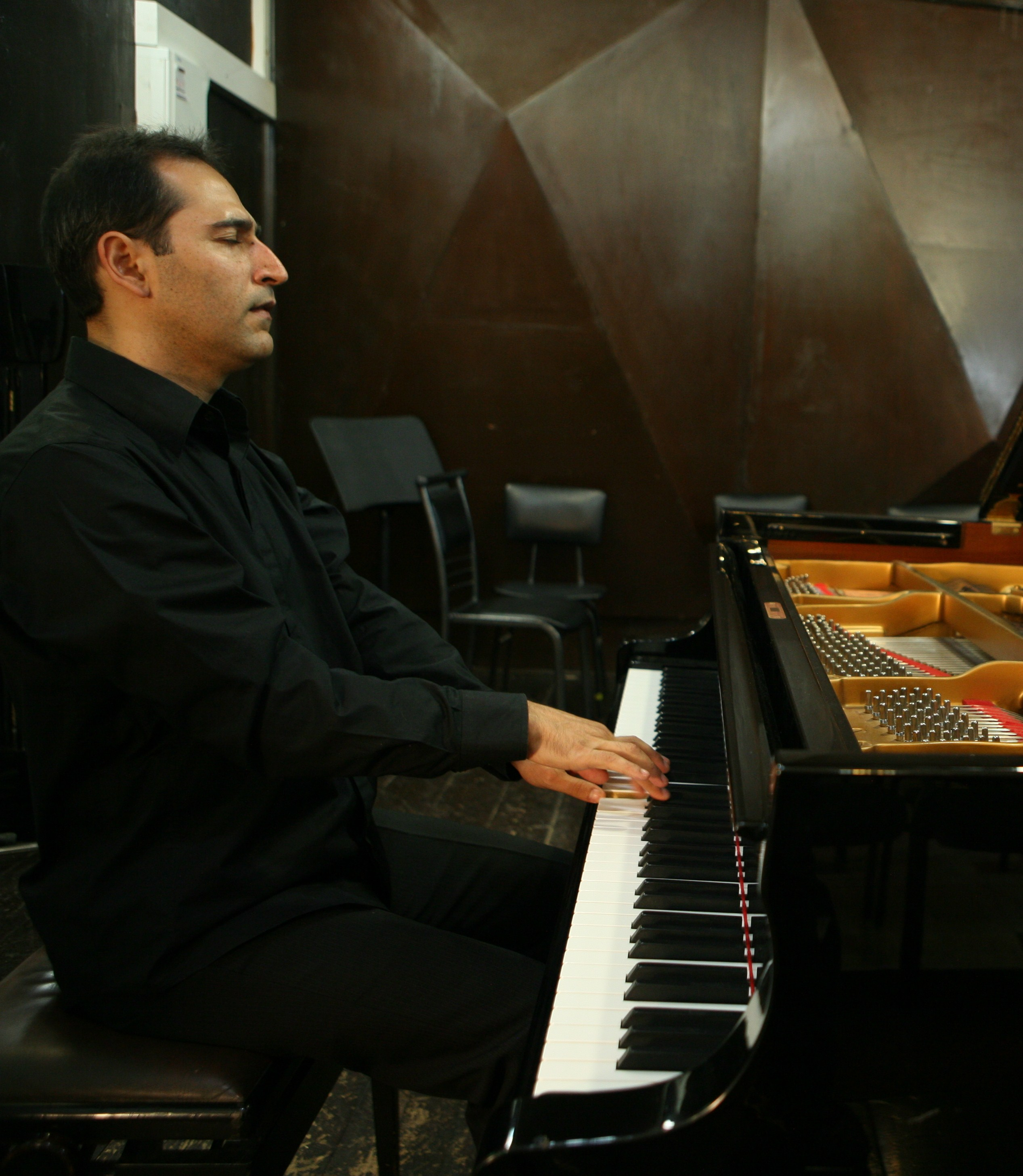
2009년의 이츠하크 예디드

1999년부터 2009년까지 이츠하크 예디드는 다양한 악기를 위한 7개의 광범위한 작품 시리즈를 꼼꼼하게 작곡하여 그의 피아노 실력을 꾸준히 선보였다.[1] 이 작곡은 완전 기보 음악과 자유 즉흥 연주, 마카맛을 통합하고 특정 솔로 연주자를 위해 맞춤화되었다. 이러한 노력의 결실로 'Challenge Records'(네덜란드) 레이블로 8개의 솔로 앨범에 걸쳐 컬렉션이 출시되었다. 특히 예디드는 이 작품의 손으로 쓴 악보를 출판하지 않기로 결정했다.

## 수상 및 영예
2020년에 이츠하크 예디드는 유대인 음악 분야에서 권위 있는 Azrieli 재단 상을 수상했다. 캐나다 상의 심사위원들은 만장일치로 그의 작곡인 "Kiddushim Ve' Killulim"(축복과 저주)을 유대 음악의 새로운 주요 작품으로 선언했다. 예디드는 CA$200,000가 넘는 종합 상금 패키지를 받았다. 이 패키지에는 Le Nouvel Ensemble Moderne의 호평을 받은 작품의 세계 초연 공연과 Analekta 레이블로 발매된 녹음이 포함되어 있다.
2018년 예디드는 2년 동안 A$160,000 상당의 Sidney Myer Creative Fellowship을 수상했다.
이츠하크 예디드는 작곡가와 연주자 모두에게 이스라엘 최고의 영예를 안겨주어 두각을 나타냈다. 2007년에는 작곡가 부문 국무총리상을, 2009년에는 란다우 공연예술상을 수상했다. 2008년에는 하프 독주곡인 "Out to Infinity"로 첫 작곡상을 수상하며 또 다른 이정표를 세웠다. 제17회 국제 하프 콩쿠르에서. 이러한 인식은 전 세계적으로 수많은 공연과 작곡의 녹음을 위한 길을 열었다. 예디드는 또한 Judith Wright Arts Center(브리즈번, 2010), Western Australian Academy of Performing Arts(2008), WA의 Gallop House(2021, 내셔널 트러스트) 등 유명 기관에서 상주 작곡가 직책을 받았다. 호주).
수상 내역:
- 작곡가 부문 이스라엘 총리상[10] (2007)
- 2009 란다우 공연예술상[11] (2009), 마이클 란다우 재단, 이스라엘
- 호주 예술위원회 작곡 보조금
- 이스라엘 국제 하프 경연대회 50주년 기념 Out of Infinity (하프 솔로, 2008) 작품 커미션상,
- 예루살렘 국제 우드 페스티벌 상(2006), 민족 음악 및 시 센터, 칼만 술타닉 연맹,
- 주디스 라이트 현대 미술 센터 상주 예술가[12] (2010)
- ACUM 상(2016)[13]
- 시드니 마이어 크리에이티브 펠로우십 (2019)
- Gallop House 작곡가 거주[14] (2021)
- 유대인 음악 부문 아즈리엘리 상 (2021)

1. ↑  “Yitzhak Yedid : Represented Artist Profile : Australian Music Centre”. 2024년 1월 12일에 확인함.
2. ↑  Blackburn, Nicky (2005년 9월 4일). “On a Jewish prayer and an Arab melody” (미국 영어). 2024년 1월 12일에 확인함.
3. ↑  “Soundtrack of survival” (미국 영어). 2015년 2월 17일. 2024년 1월 12일에 확인함.
4. ↑  “Yitzhak  Yedid | Israel Music Institute”. 2024년 1월 12일에 확인함.
5. ↑  “Traveling between worlds” (미국 영어). 2010년 3월 5일. 2024년 1월 12일에 확인함.
6. ↑  “Methods of integrating elements of classical Arabic music and Arabic-influenced Jewish music with contemporary western classical music. Original compositions and critical commentary | Australia & New Zealand Music Research”. 2024년 1월 12일에 확인함.
7. ↑  “Yitzhak Yedid wins Azrieli Prize for Jewish Music” (오스트레일리아 영어). 2024년 1월 12일에 확인함.
8. ↑  “Yitzhak Yedid wins a Sidney Myer Creative Fellowship : News (Australian) Article : Australian Music Centre”. 2024년 1월 12일에 확인함.
9. ↑  “Prelude residencies to Aviva Endean, Matthew Laing and Yitzhak Yedid : News (Australian) Article : Australian Music Centre”. 2024년 1월 12일에 확인함.
10. ↑  Barry, Davis (2010년 3월 5일). “Traveling between worlds”. 《The Jerusalem Post》 (미국 영어). 2024년 1월 9일에 확인함.
11. ↑  “Traveling between worlds”. 《The Jerusalem Post》 (미국 영어). 2010년 3월 5일. 2024년 1월 9일에 확인함.
12. ↑  “Yitzhak Yedid : Represented Artist Profile : Australian Music Centre”. 《www.australianmusiccentre.com.au》. 2024년 1월 9일에 확인함.
13. ↑  “Yitzhak Yedid : Represented Artist Profile : Australian Music Centre”. 《www.australianmusiccentre.com.au》. 2024년 1월 9일에 확인함.
14. ↑  “2021 Prelude Residencies for Australian Composers announced”. 《Limelight》 (오스트레일리아 영어). 2024년 1월 9일에 확인함.